# The Highwaymen (2019)
The Highwaymen ist ein US-amerikanischer Kriminalfilm von John Lee Hancock, der nach seiner Uraufführung am 10. März 2019 auf dem South by Southwest Film Festival am 29. März 2019 vom Streaming-Dienst Netflix veröffentlicht wurde. Er basiert auf einer wahren Begebenheit und thematisiert die Jagd der ehemaligen Texas Rangers Frank Hamer und Maney Gault nach dem Verbrecherpärchen Bonnie und Clyde. In den Hauptrollen sind Kevin Costner und Woody Harrelson zu sehen.

## Handlung
1934 organisieren Bonnie und Clyde den Ausbruch von Raymond Hamilton, Henry Methvin und weiteren Gefangenen aus der texanischen Eastham Prison Farm (offiziell: Eastham Unit, auch bekannt als The Ham). Nachdem von den beiden weitere sechs Polizisten ermordet worden sind, will Texas’ Gouverneurin Miriam A. Ferguson (genannt „Ma“ Ferguson) den Fall parallel zu den Ermittlungen des FBI dem ehemaligen Texas Ranger Frank Hamer übergeben. Hamer, der sich bereits im Ruhestand befindet, zögert erst, nimmt den Fall dann jedoch an und begibt sich mit seinem früheren Partner Maney Gault auf die Suche nach dem ebenso berühmten wie berüchtigten Verbrecherpärchen, das die Sympathien und den Schutz der Bevölkerung genießt.
Ihr erster Stopp führt sie nach Dallas, wo sie das Zuhause der beiden Verbrecher beobachten und die Zusammenarbeit mit der örtlichen Polizei suchen. Hamer vermutet, dass Bonny und Clyde am Ostersonntag ihre Familien besuchen werden, und lässt Straßensperren errichten. An einem abgelegenen Ort führen Hamer und Gault Schießübungen mit ihren neuerworbenen Maschinengewehren durch, deren Technik sie bis dahin nicht kannten, und bereiten sich so auf die Begegnung mit Bonny und Clyde vor. Am Ostersonntag gleicht die Stadt einem Volksfest, da Hamers Vermutung nach außen gedrungen ist. Bonny und Clyde tauchen in der Stadt nicht auf, töten aber außerhalb zwei Polizisten und werden dabei von einem Zeugen beobachtet. Clyde habe dabei ein weißes Kaninchen getragen. Es bestätigt sich, dass die beiden in ihrem Vorgehen brutaler geworden sind. Die Spuren führen die Verfolger weiter nach Oklahoma. Von einem Tankwart bekommen sie die Information, dass das Gangsterpaar in ein Arbeitercamp wollte. Dort angekommen stellen die beiden fest, dass Bonnie, Clyde und Henry tatsächlich dort waren, und finden in der Umgebung auch die Stelle, an der sie Rast gemacht haben müssen. Schließlich gelangen sie an eine Kreuzung und wissen nicht, in welche Richtung sie fahren müssen, bis sie aus dem Radio von zwei weiteren ermordeten Polizisten erfahren. Am Tatort untersagt das FBI ihnen eigene Ermittlungen. Sie fahren dennoch weiter nach Coffeyville in Kansas, wo sie die drei Kriminellen tatsächlich entdecken. Da deren Wagen aber schnell von einer begeisterten Menschenmenge umringt wird, können die Fahnder nicht zuschlagen und verlieren bei der anschließenden Verfolgungsjagd über ein staubiges Feld den Sichtkontakt.
Hamer und Maney versuchen nun zu prognostizieren, wo die drei als Nächstes hinfahren. Sie suchen nach Bundesstaaten, in denen die beiden nicht gesucht werden und in denen sie Familie haben. Die Kriterien treffen auf das Haus von Henry Methvins Vater zu, der im Bienville Parish in Louisiana wohnt. Die beiden suchen das Haus auf und finden Indizien dafür, dass die Gesuchten dort waren. Sie arbeiten mit der örtlichen Polizei zusammen, die ihnen hilft, Kontakt mit dem Vater aufzunehmen. Hamer macht ihm klar, dass sein Sohn zwar ins Gefängnis kommen wird, hingegen bald sterben wird, wenn er weiterhin bei Bonnie und Clyde bliebe. Der Vater kooperiert mit Hamer und Maney und erzählt ihnen, dass die drei in ein paar Tagen herkommen wollten. Hamer sagt ihm, er solle seinem Sohn sagen, dass er sich absetzen soll. Mit der Hilfe des Vaters, der den Lockvogel spielt, stellen Hamer, Maney und vier weitere Personen dem Verbrecherduo eine Falle und erschießen es, als es noch im Auto sitzt.
Das Auto wird samt den Leichen nach Arcadia abgeschleppt, wo viele Fans zusammenströmen und zum Teil durch die Fenster die Leichen berühren, während die Polizisten sie kaum zurückhalten können. Auch Hamer und Maney werden gefeiert. Sie verlassen trotz eines gut dotierten Angebotes für ein Interview die Stadt und kehren zurück nach Hause.
Der Abspann zeigt zeitgenössische Fotografien der seinerzeit beteiligten Personen und Geschehnisse.

## Hintergrund
| Figur                    | Darsteller         | Deutscher Sprecher |
| ------------------------ | ------------------ | ------------------ |
| Frank Hamer              | Kevin Costner      | Frank Glaubrecht   |
| Maney Gault              | Woody Harrelson    | Thomas Nero Wolff  |
| Gladys Hamer             | Kim Dickens        | Antje von der Ahe  |
| Gouverneurin Ma Ferguson | Kathy Bates        | Regina Lemnitz     |
| Ivy Methvin              | W. Earl Brown      | Thomas Kästner     |
| Lee Simmons              | John Carroll Lynch | Detlef Bierstedt   |
| Ted Hinton               | Thomas Mann        | Max Felder         |
| John Quinn               | David Furr         | Florian Hoffmann   |

Die Dreharbeiten zum Film begannen am 12. Februar und endeten am 10. April 2018. Drehorte waren unter anderem New Orleans, Covington, LaPlace, Hammond, Thibodaux und Donaldsonville, die alle in Louisiana liegen. Ebenfalls wurde im Old Louisiana Governor's Mansion, der ehemaligen Residenz der Gouverneure von Louisiana von 1930 bis 1963, in Baton Rouge die Szenen mit der Gouverneurin (Kathy Bates) gedreht. Für die Dreharbeiten mussten die umliegenden Straßen für fast einen Tag gesperrt werden. Es arbeiteten über 200 Personen am Filmset.
Die Szene am Ende, in der Bonnie und Clyde getötet werden, wurde nahe dem tatsächlichen Ort gedreht. Hierbei mussten jedoch Bäume am Straßenrand gepflanzt und die asphaltierte Straße „unbefestigt“ gemacht werden. Dies geschah dadurch, dass Sand und Schmutz auf den Asphalt gestreut wurde. Einen Monat später wurde die Szene, in der Hamer und Maney über die Grenze nach Oklahoma fahren, auf einer ehemaligen Brücke des U.S. Highway 380 gedreht, die über den Brazos River führt. Sie war seit über 40 Jahren geschlossen.
Das Budget wird auf 49 Millionen US-Dollar geschätzt.

## Rezeption
The Highwaymen erhielt ein verhaltenes Presseecho, was sich auch in den Auswertungen US-amerikanischer Aggregatoren widerspiegelt. So erfasst Rotten Tomatoes kaum mehr wohlwollende als kritische Besprechungen und ordnet den Film dementsprechend als „Gammelig“ ein. Laut Metacritic fallen die Bewertungen im Mittel „Durchwachsen oder Durchschnittlich“ aus.